# Гладіатор (фільм, 2000)
«Гладіа́тор» (англ. Gladiator) — американсько-британський псевдоісторичний драматичний бойовик 2000 року режисера Рідлі Скотта і сценаристів Девіда Франзоні, Джона Логана та Вільяма Ніколсона. Фільм створений і випущений компаніями DreamWorks Pictures і Universal Pictures. Головні ролі виконали: Рассел Кроу, Хоакін Фенікс, Конні Нільсен, Ральф Меллер, Олівер Рід (його остання роль), Джимон Гонсу, Дерек Джекобі та Річард Гарріс. 
Кроу зображує іспано-римського генерала Максима Децима Мерідія, якого зраджують, коли Коммод, амбіційний син імператора Марка Аврелія, вбиває свого батька і захоплює трон. Зведений до рабства, Максимус підіймається в кар'єрі через гладіаторську арену, щоб помститися за вбивство родини та свого імператора.
Фільм нагороджений п'ятьма Оскарами. На 31 березня 2024 року фільм займав 37-у позицію у списку 250 найкращих фільмів за версією IMDb.

## У ролях
- Рассел Кроу — Максимус
- Хоакін Фенікс — Коммод
- Конні Нільсен — Луцилла
- Спенсер Тріт Кларк — Луцій
- Олівер Рід — Проксимо
- Дерек Джейкобі — Ґракх
- Джимон Гонсу — Джуба
- Річард Гарріс — Марк Аврелій
- Ральф Меллер — Хаген
- Томмі Фленаган — Цицерон
- Девід Шофілд — сенатор Фалько
- Свен-Оле Торсен — Тайгріс
- Адам Леві — засуджений офіцер

## Сюжет
Дія фільму розгортається в 180 році. Сюжет фільму — художня вигадка, яка зовсім не відображає історичної дійсності. Фільм розповідає історію помсти римського полководця Максимуса, несправедливо скривдженого імператором Коммодом. 
Події фільму починаються у 180 році нашої ери, коли війська імператора Риму Марка Аврелія ведуть затяжну війну проти німецьких варварів. Найкращий полководець імперії, іспано-римлянин Максимус Децим Меридій, веде імперські війська в атаку поблизу Віндобони. Бій закінчується перемогою Риму, для Максимуса це означає закінчення війни і повернення у свої володіння в Іспанії, де на нього чекають дружина і син.
До табору римлян прибуває син Марка Аврелія Коммод і його сестра Луцила, яка шукає зустрічі з Максимусом, який був її коханцем у часи, коли молодий іспанець виховувався при дворі Марка Аврелія. 
Під час приватної зустрічі з Максимусом старий імператор передає йому свою волю: Максимус повернеться до Риму як наступник Марка Аврелія і почне процес передачі влади Сенату, щоб повернути деспотичну імперію, що розрослася, назад у демократичну республіку. Однак коли імператор покликав свого сина і повідомив йому про намір зробити наступником зовсім не його, Коммод потай убиває батька, задушивши його в обіймах, а війську оголошує, що смерть імператора настала вночі від старості, а також те, що трон передано Коммоду. Максимус відмовляється присягнути вбивці та готовий вирушити до Риму, щоб розповісти сенаторам про справжню волю покійного імператора. Проте Коммод наказує стратити непокірного полководця та його сім'ю, доручивши брудну справу командиру преторіанської гвардії та соратнику Максимуса, генералу Квінту. Максимуса заарештовують та відвозять на страту. Проте Максимус хитрістю звільняється та вбиває преторіанців, а сам отримує поранення. Після полководець вирушає додому, щоб урятувати сім'ю, але спізнюється буквально на кілька годин.
Діставшись до дому, він знаходить його в руїнах, а дружину та сина розп'ятими та спаленими на хрестах. Знесиленого від горя Максимуса підбирає работоргівець, який вважає його римським дезертиром і продає до міста Зухаббар у гладіатори ланісті (вчителю та господареві гладіаторів) Проксимо. Максимус (якого інші гладіатори називають Іспанцем) довгий час відмовляється брати участь у тренуваннях і не має бажання боротися, але згодом перестає чинити опір долі та виходить на арену. Згодом Максимус стає улюбленцем публіки, а також знаходить серед гладіаторів друзів, особливо зближуючись з нумідійцем Джубою та германцем Хагеном.
Тим часом Коммод із тріумфом вступає до Риму, де отримує досить агресивну реакцію населення та холодний прийом у Сенаті. Авторитету у народі та Сенаті він не має, а сам вважає, що йому досить просто «бути імператором». Щоб заручитись підтримкою римських громадян, він починає платити за гладіаторські бої хлібом. З усієї імперії в Колізей збирають гладіаторів, а щедрість імператора у створенні боїв не знає кордонів. Це викликає великі грошові витрати, що турбує опозицію сенаторів на чолі із сенаторами Гракхом та Гаєм, старими соратниками та друзями Марка Аврелія. Вони зустрічаються з Луциллою і кажуть їй, що в Сенаті повно шпигунів Коммода, в тому числі їх старий ворог сенатор Фалко, і намагаються заручитися її підтримкою, але та каже, що поки генерал Квінт і преторіанці перебувають при імператорі, а легіони очолюють вірні Коммоду полководці, робити щось проти нового імператора небезпечно.
Максимус продовжує виступати на арені, але відмовляється «робити шоу» і холоднокровно та швидко вбиває всякого гладіатора, проти кого він вийшов. В останньому бою він навіть кинув свій меч на трибуни, питаючи глядачів, чи не наситилися вони смертю, на що натовп відповідає бурею овацій. Пізніше Проксимо розмовляє з Максимусом, говорячи, що Коммод покликав його гладіаторів у Рим. Ланіста розповідає, наскільки велично було почуття боротися в Колізеї, і як Марк Аврелій особисто вручив йому рудис — дерев'яний меч, що означає свободу гладіатора. Максимус усвідомлює, що Проксимо сам особисто колись брав участь у битвах. Проксимо каже Максимусу, що справжню владу над римським народом можна отримати саме на арені. Максимус, однак, в принципі негативно ставиться до гладіаторських боїв та не шукає влади, однак у розповідях Проксимо увагу Максимуса привертає цікавий факт: Проксимо колись бачив самого імператора. У Максимуса з'являється надія і план — помститися Коммоду, якщо він постане перед самим Максимусом. Тому Максимус заявляє Проксимо, що погоджується їхати до Риму.
Гладіатори прибувають до Риму і живуть у спеціальному людусі поблизу Колізею. Там, перед першим боєм, Максимуса помічає хлопчик, який чув про нього і бажає побачити його подвиги. Максимус чує ім'я хлопчика — Луцій Вер, названий на честь батька загиблого чоловіка Луцилли. У першій же битві Максимус організовує своїх гладіаторів і виграє бій, зруйнувавши всі колісниці та вбивши всіх ворогів. Максимус бере участь у бою, борючись і списом, і мечем, який йому дав Джуба. Це привертає увагу імператора. Імператор просить сказати своє ім'я, але Максимус називає себе просто гладіатором і повертається до нього спиною (що є неприйнятним для імператора). Тоді Коммод вимагає зняти шолом та сказати своє ім'я. Максимус знімає шолом, відкриваючи своє обличчя, і обіцяє помститися «у цьому житті чи наступному».
Коммод лютує від самого факту, що улюбленець батька залишився живим, а вірні йому люди збрехали про його смерть. Луцилла підмовила брата стратити брехунів, цим самим плануючи послабити вплив Коммода на армію. Коммод заарештовує двох брехунів — Юліана Красуса і Марка, і наказує Квінту обрати одне з двох: або вбити, або пощадити. Командир преторіанців вибирає вбивство, і преторіанці вбивають брехунів із луків. Сама Луцилла пробирається в людус Проксімо, де зустрічається з Максимусом під виглядом знатної матрони, яка шукає ласки чемпіона. Максимус підозрює, що вона підіслана імператором як убивця, і звинувачує її в зраді, оскільки вона знала істину про смерть батька. Луцилла виправдовується тим, що боялася за життя сина, наступного спадкоємця престолу, і що досі боїться брата. Вона каже, що будучи гладіатором, Максимус має більше влади, ніж імператор, і що є можливість повалити царевбивцю через опозицію в Сенаті. Максимус відмовляється брати участь в інтригах, оскільки вважає себе звичайним рабом, який виступає на втіху натовпу.
Коммод у страху перед народом не наважується стратити Максимуса, а намагається підлаштувати його смерть у битві з найкращим гладіатором Риму Тигром із Галії. Максимус виграє бій, але не вбиває свого супротивника, при цьому ігноруючи жест імператора, який означав "смерть". Преторіанці вибігають на поле битви і оточують Максимуса, виставивши списи та мечі. Відбувається коротка розмова між імператором та гладіатором. Незабаром преторіанці відступають. Народ починає обожнювати полководця-гладіатора, називаючи його Максимусом Милосердним, «рятівником Риму». Тим часом сенатор Фалко підштовхує імператора на вбивство Максимуса, але той каже, що не хоче робити з нього мученика. 
Коммод встановлює стеження за кожним сенатором. Сенатори Гракх, Гай та Луцилла, усвідомивши загрозу для Луція, який має стати спадкоємцем престолу, плетуть змову. Луцилла знову відвідує Максимуса і цього разу знаходить його розуміння; вони навіть цілуються на знак примирення. Сенатор Гракх також розмовляє з Максимусом. Переконавшись у тому, що Максимус не прагне влади, а лише хоче позбавити Рим тирана, сенатор висловлює опальному полководцю свою підтримку. Максимусу потрібно потрапити до своїх легіонів, що стоять в Остії, неподалік Риму.
Однак Коммод, прокидаючись від звуків ударів — це його племінник Луцій грав із дерев'яним мечем — чує, як той називає себе "Максимусом, рятівником Риму". Розуміючи, що дитина це не сама придумала, Коммод запитує у Луція, хто йому так сказав про Максимуса. Цей момент не показаний, але у зв'язку з наступними подіями передбачається, що хлопчик відповів, що так говорила його мама, сестра Коммода. Таким чином Коммод розуміє, що сестра його зрадила, тому він із хлопчиком йде читати тому книгу, а по суті просто тримає того біля себе. Але коли їх бачить Луцилла, Коммод, дивлячись у вічі їй, але ніби розповідаючи це хлопчику, говорить тому про їхнього предка, якого зрадили «бджілки», тобто його піддані і найближчі йому люди, натякаючи на те, що він знає про зраду Луцили. Луцилла розуміє, що якщо вона зараз не розповість братові про свій зв'язок і про змову з Максимусом — Коммод уб'є Луція. І Луциллі доводиться для захисту сина видати плани Максимуса та Гракха. Преторіанці знаходять та заарештовують Гракха. Вночі у місті починається повстання преторіанців. Сенатор Гай гине, задушений змією. Тим часом у людуса Проксімо починається бій рабів із преторіанцями. У бою гине друг Максимуса, германець Хаген. Максимус знаходить свої зброю і меч, і біжить із міста, але там його заарештовують послані Коммодом преторіанці, які вбивають Проксімо. Також, на очах Максимуса вбивають відданого йому Цицерона, його давнього друга, який мав чекати на нього біля стін міста з конем.
Пізніше між Коммодом та його сестрою Луциллою відбудеться розмова. Імператор не може усунути свою сестру через свою давню прихильність до неї, причому це кохання більше, ніж просто братнє. Коммод заявляє Луциллі, що вона «стане його дружиною і народить спадкоємця». Після цього він кричить в обличчя Луциллі: «Хіба я не милосердний?».
Коммод вирішує вбити Максимуса у битві на арені Колізею, і перед боєм завдає йому рани отруєним ножем. Отримавши таку «фору» (Максимус фактично вмирає через рану), Коммод веде бій на рівних. Приблизно за хвилину після початку бою сили починають залишати Максимуса. Коммод у цей момент цілком міг убити Максимуса — останнього рятує лише те, що він позбавив Коммода його меча. Коммод просить когось із солдатів дати йому новий. Проте командир преторіанської гвардії Квінт відмовляє імператору, наказавши солдатам сховати мечі. Максимус також втрачає свій меч і між противниками починається рукопашна сутичка. Втім, рукопашна досить відносна — Коммод все життя носить у кожному рукаві ножа. Однак тепер дається взнаки досвід у рукопашному бою і суто фізична перевага Максимуса. Імператор не може завдати йому точного удару ножем і Максимус, перехопивши руку Коммода, вбиває імператора його ж ножем. Поранений Максимус ненадовго переживає його. Перед смертю він знову бачить поля потойбічного світу і свою сім'ю, і, як розв'язка фільму, йде до них. Але він встигає передати Квінту своє прохання — звільнити всіх заарештованих, відновити права сенатора Гракха, і передати владу сенату, як того хотів Марк Аврелій, що було виконано. 

Фільм закінчується тим, як Джуба на арені Колізею закопує в землю фігурки дружини та сина Максимуса і вимовляє слова: «Тепер ми вільні. Ми ще зустрінемося, але не зараз. Не зараз».

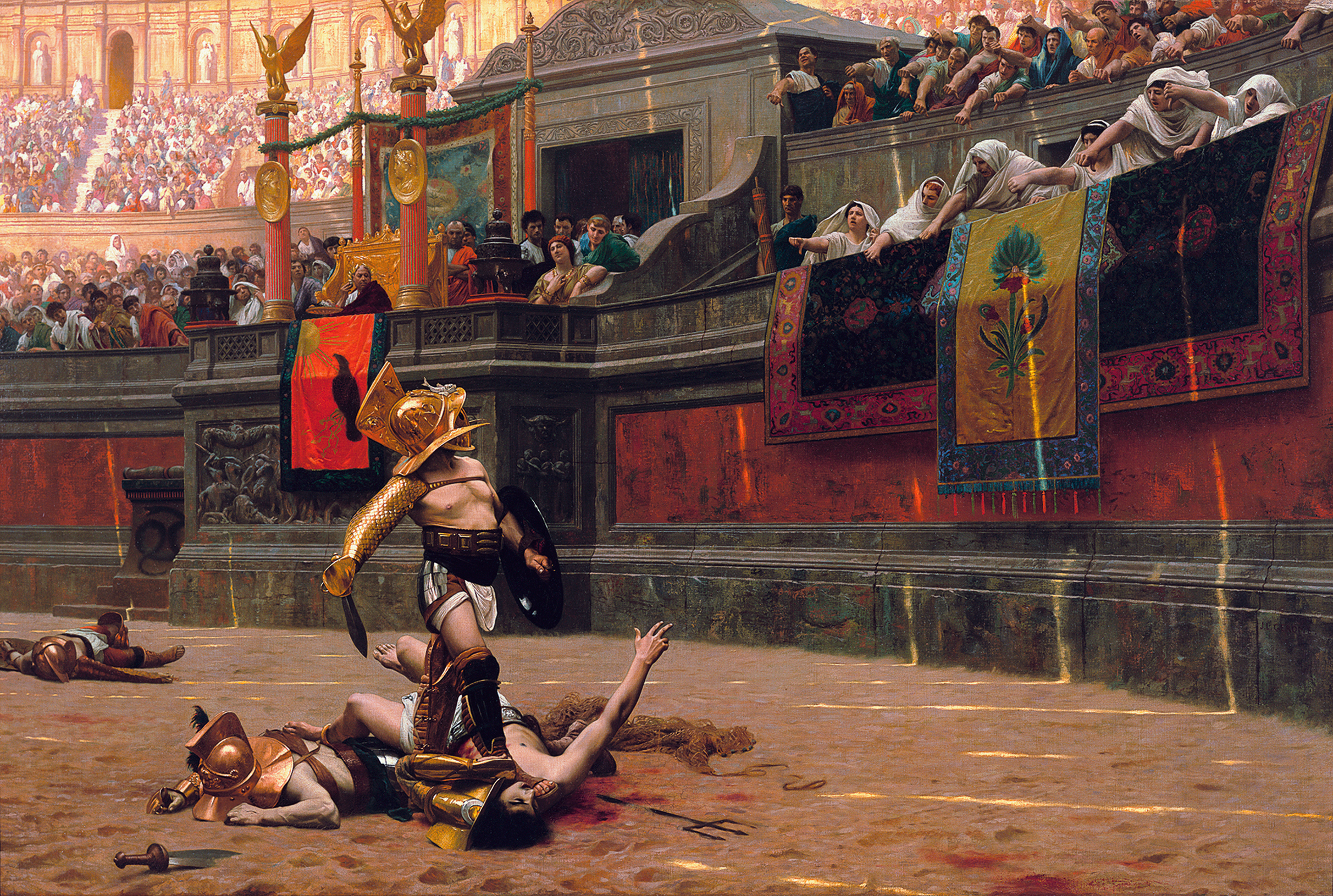
Картина Pollice Verso Жан-Леон Жерома, що надихнула Рідлі Скотта на цей проект

## Прототип
Одним з прототипів головного героя вважається Марк Ноній Макрін, один з найближчих друзів імператора Марка Аврелія. Поховання Макріна у 2008 році знайдено у Римі.

## Виробництво
Мелу Гібсону було запропоновано головну роль. Проте він відмовився від неї. У сорок три роки він відчував, що занадто старий грати Максимуса.
Це улюблений фільм Рассела Кроу серед американських кінопроєктів, в яких він знімався. Він також назвав Максимуса своїм улюбленим персонажем, якого він грав.
В початковій сцені фільму, де Максимус йде вздовж поля і проводить рукою по колосках, насправді залучений дублер Рассела Кроу.
Рана на правій щоці Рассела Кроу, отримана під час першої батальної сцени, цілком справжня. Кінь актора злякався і понісся на дерева, одна з гілок проштрикнула щоку актора. Також справжня обручка Конні Нільсен — вона купила її в одному з антикварних магазинів, їй близько двох тисяч років.
В сценах, що відбуваються в Колізеї, лише дві трибуни були дійсно заповнені статистами. Решта масовки була намальована на комп'ютері.

### Неточності
Коли Марк Аврелій (який помер в 180 р. н.е.) говорить Максимусу про плани зробити його своїм наступником, видно багато портретів, включаючи Септимія Севера, який здобув владу в 193 році.
Під час бою з тиграми Максимус падає і перекидається. Можна побачити його сучасні шорти відомого бренду Lycra.
У фільмі вулиці Риму дуже піщані. Насправді вони були викладені камінням.
Замки, які зображені у фільмі, ще не були винайдені.
Під час битви з німцями Максимуса супроводжує його собака, німецька вівчарка. Перша німецька вівчарка зареєстрована в 1899 році.
Римські легіони завжди укріплювали свої табори; вони ніколи не стояли на відкритому просторі.
У фільмі Максимус має звання генерал. Вперше чин генерал з'явився у Франції у XVI столітті.

## Сприйняття
На Rotten Tomatoes рейтинг фільму складає 77% на основі 189 відгуків, середня оцінка 7.2/10. На Metacritic, який присвоює нормалізований рейтинг, фільм має оцінку 67 балів зі 100, заснованих на відгуках 46 критиків, що вказує на «загалом сприятливі відгуки». Глядачі, опитані CinemaScore, дали фільму середню оцінку "A" за шкалою від A+ до F.

### Нагороди
Фільм номінувався на 119 нагород і отримав 48.
- У 2001 році фільм отримав нагороду MTV Movie Awards у номінації «Найкращий фільм».[4]